# Carta als Efesis
La Carta als Efesis és una epístola escrita per Pau de Tars mentre estava a la presó a la comunitat de cristians efesis (tot i que alguns estudiosos dubten de la seva datació). Forma part del cànon del Nou Testament. En l'escrit es recorden les benediccions del cristianisme, que està avançant entre els gentils o no jueus i s'insta a abandonar l'egoisme en favor d'un amor universal. Abunden les metàfores referides a l'església com a casa i armadura de Déu, sempre que es mantingui unida.